# قائمة وزراء النقل (مصر)
تعاقب على تولي وزارة النقل بمسمياتها المختلفة عدة وزراء خلال سلسلة التشكيلات الوزارية في مصر.:110:115

## القائمة
| الوزير | اسم الوزارة                      | الفترة         | الفترة         | الحكومة                                                                                | رئيس مجلس الوزراء        |
| الوزير | اسم الوزارة                      | من             | إلى            | الحكومة                                                                                | رئيس مجلس الوزراء        |
| --- | -------------------------------- | -------------- | -------------- | -------------------------------------------------------------------------------------- | ------------------------ |
| أحمد زيور | المواصلات                        | يونيو 1919     | 24 ديسمبر 1921 | وزارة محمد سعيد باشا الثانية                                                           | محمد سعيد باشا           |
| أحمد زيور | المواصلات                        | يونيو 1919     | 24 ديسمبر 1921 | وزارة يوسف وهبة باشا                                                                   | يوسف وهبة باشا           |
| أحمد زيور | المواصلات                        | يونيو 1919     | 24 ديسمبر 1921 | وزارة محمد توفيق نسيم باشا الأولى                                                      | محمد توفيق نسيم باشا     |
| أحمد زيور | المواصلات                        | يونيو 1919     | 24 ديسمبر 1921 | وزارة عدلي يكن باشا الأولى                                                             | عدلي يكن باشا            |
| واصف سميكة | المواصلات                        | 1 مارس 1922    | 29 نوفمبر 1922 | وزارة عبد الخالق ثروت باشا الأولى                                                      | عبد الخالق ثروت باشا     |
| محمد توفيق رفعت | المواصلات                        | 30 نوفمبر 1922 | 9 فبراير 1923  | وزارة محمد توفيق نسيم باشا الثانية                                                     | محمد توفيق نسيم باشا     |
| أحمد زيور | المواصلات                        | 15 مارس 1923   | 27 يناير 1924  | وزارة يحيى إبراهيم باشا                                                                | يحيي إبراهيم باشا        |
| مصطفى النحاس | المواصلات                        | 28 يناير 1924  | 24 نوفمبر 1924 | وزارة سعد زغلول باشا                                                                   | سعد زغلول باشا           |
| نخلة جورج المطيعي | المواصلات                        | 24 نوفمبر 1924 | 13 مارس 1925   | وزارة أحمد زيور باشا الأولى                                                            | أحمد زيور باشا           |
| يوسف قطاوي | المواصلات                        | 13 مارس 1925   | مايو 1925      | وزارة أحمد زيور باشا الثانية                                                           | أحمد زيور باشا           |
| محمد حلمي عيسى | المواصلات                        | مايو 1925      | 12 سبتمبر 1925 | وزارة أحمد زيور باشا الثانية                                                           | أحمد زيور باشا           |
| محمد توفيق رفعت (إلى جانب منصبه وزيرًا للأوقاف)                                                                                   | المواصلات                        | 12 سبتمبر 1925 | 30 نوفمبر 1925 | وزارة أحمد زيور باشا الثانية                                                           | أحمد زيور باشا           |
| محمد حلمي عيسى | المواصلات                        | 30 نوفمبر 1925 | 7 يونيو 1926   | وزارة أحمد زيور باشا الثانية                                                           | أحمد زيور باشا           |
| محمد محمود | المواصلات                        | 7 يونيو 1926   | 21 أبريل 1927  | وزارة عدلي يكن باشا الثانية                                                            | عدلي يكن باشا            |
| أحمد محمد خشبة | المواصلات                        | 25 أبريل 1927  | 16 مارس 1928   | وزارة عبد الخالق ثروت باشا الثانية                                                     | عبد الخالق ثروت باشا     |
| مكرم عبيد | المواصلات                        | 16 مارس 1928   | 25 يونيو 1928  | وزارة مصطفى النحاس باشا الأولى                                                         | مصطفى النحاس باشا        |
| عبد الحميد سليمان | المواصلات                        | 25 يونيو 1928  | 2 أكتوبر 1929  | وزارة محمد محمود باشا الأولى                                                           | محمد محمود باشا          |
| عبد الرحيم صبري | المواصلات                        | 3 أكتوبر 1929  | 1 يناير 1930   | وزارة عدلي يكن باشا الثالثة                                                            | عدلي يكن باشا            |
| محمود فهمي النقراشي | المواصلات                        | 1 يناير 1930   | 19 يونيو 1930  | وزارة مصطفى النحاس باشا الثانية                                                        | مصطفى النحاس باشا        |
| توفيق دوس | المواصلات                        | 19 يونيو 1930  | 4 يناير 1933   | وزارة إسماعيل صدقي باشا الأولى                                                         | إسماعيل صدقي باشا        |
| محمد حلمي عيسى | المواصلات                        | 4 يناير 1933   | 27 سبتمبر 1933 | وزارة إسماعيل صدقي باشا الثانية                                                        | إسماعيل صدقي باشا        |
| إبراهيم فهمي كريم | المواصلات                        | 27 سبتمبر 1933 | 14 نوفمبر 1934 | وزارة عبد الفتاح يحيي باشا                                                             | عبد الفتاح يحيي باشا     |
| عبد المجيد عمر | المواصلات                        | 14 نوفمبر 1934 | 30 يناير 1936  | وزارة محمد توفيق نسيم باشا الثالثة                                                     | محمد توفيق نسيم باشا     |
| حسن صبري | المواصلات                        | 30 يناير 1936  | 9 مايو 1936    | وزارة علي ماهر باشا الأولى                                                             | علي ماهر باشا            |
| محمود فهمي النقراشي | المواصلات                        | 9 مايو 1936    | 1 أغسطس 1937   | وزارة مصطفى النحاس باشا الثالثة                                                        | مصطفى النحاس باشا        |
| علي زكي العرابي | المواصلات                        | 1 أغسطس 1937   | 30 ديسمبر 1937 | وزارة مصطفى النحاس باشا الرابعة                                                        | مصطفى النحاس باشا        |
| حسن صبري | المواصلات                        | 30 ديسمبر 1937 | 27 أبريل 1938  | وزارة محمد محمود باشا الثانية                                                          | محمد محمود باشا          |
| محمد حلمي عيسى | المواصلات                        | 27 أبريل 1938  | 24 يونيو 1938  | وزارة محمد محمود باشا الثالثة                                                          | محمد محمود باشا          |
| محمود غالب | المواصلات                        | 24 يونيو 1938  | 14 نوفمبر 1940 | وزارة محمد محمود باشا الرابعة                                                          | محمد محمود باشا          |
| محمود غالب | المواصلات                        | 24 يونيو 1938  | 14 نوفمبر 1940 | وزارة علي ماهر باشا الثانية                                                            | علي ماهر باشا            |
| محمود غالب | المواصلات                        | 24 يونيو 1938  | 14 نوفمبر 1940 | وزارة حسن صبري باشا                                                                    | حسن صبري باشا            |
| عبد المجيد إبراهيم صالح | المواصلات                        | 15 نوفمبر 1940 | 31 يوليو 1941  | وزارة حسين سري باشا الأولى                                                             | حسين سري باشا            |
| أحمد محمد خشبة | المواصلات                        | 31 يوليو 1941  | 4 فبراير 1942  | وزارة حسين سري باشا الثانية                                                            | حسين سري باشا            |
| علي زكي العرابي | المواصلات                        | 4 فبراير 1942  | 14 مايو 1942   | وزارة مصطفى النحاس باشا الخامسة                                                        | مصطفى النحاس باشا        |
| عبد الفتاح الطويل | المواصلات                        | 14 مايو 1942   | 8 أكتوبر 1944  | وزارة مصطفى النحاس باشا الخامسة                                                        | مصطفى النحاس باشا        |
| عبد الفتاح الطويل | المواصلات                        | 14 مايو 1942   | 8 أكتوبر 1944  | وزارة مصطفى النحاس باشا السادسة                                                        | مصطفى النحاس باشا        |
| إبراهيم دسوقي أباظة | المواصلات                        | 8 أكتوبر 1944  | 15 فبراير 1946 | وزارة أحمد ماهر باشا الأولى                                                            | أحمد ماهر باشا           |
| إبراهيم دسوقي أباظة | المواصلات                        | 8 أكتوبر 1944  | 15 فبراير 1946 | وزارة أحمد ماهر باشا الثانية                                                           | أحمد ماهر باشا           |
| إبراهيم دسوقي أباظة | المواصلات                        | 8 أكتوبر 1944  | 15 فبراير 1946 | وزارة محمود فهمي النقراشي باشا الأولى                                                  | محمود فهمي النقراشي باشا |
| حنفي محمود | المواصلات                        | 16 فبراير 1946 | 9 ديسمبر 1946  | وزارة إسماعيل صدقي باشا الثالثة                                                        | إسماعيل صدقي باشا        |
| إبراهيم دسوقي أباظة | المواصلات                        | 9 ديسمبر 1946  | 28 ديسمبر 1948 | وزارة محمود فهمي النقراشي باشا الثانية                                                 | محمود فهمي النقراشي باشا |
| رياض عبد العزيز سيف النصر | المواصلات                        | 28 ديسمبر 1948 | 27 فبراير 1949 | وزارة إبراهيم عبد الهادي باشا                                                          | إبراهيم عبد الهادي باشا  |
| إبراهيم دسوقي أباظة | المواصلات                        | 27 فبراير 1949 | 25 يوليو 1949  | وزارة إبراهيم عبد الهادي باشا                                                          | إبراهيم عبد الهادي باشا  |
| محمد فؤاد سراج الدين | المواصلات                        | 25 يوليو 1949  | 3 نوفمبر 1949  | وزارة حسين سري باشا الثالثة                                                            | حسين سري باشا            |
| محمد علي نمازي | المواصلات                        | 3 نوفمبر 1949  | 12 يناير 1950  | وزارة حسين سري باشا الرابعة                                                            | حسين سري باشا            |
| علي زكي العرابي | المواصلات                        | 12 يناير 1950  | 9 يوليو 1950   | وزارة مصطفى النحاس باشا السابعة                                                        | مصطفى النحاس باشا        |
| محمد محمد الوكيل | المواصلات                        | 9 يوليو 1950   | 24 ديسمبر 1951 | وزارة مصطفى النحاس باشا السابعة                                                        | مصطفى النحاس باشا        |
| عبد الفتاح الطويل | المواصلات                        | 24 ديسمبر 1951 | 27 يناير 1952  | وزارة مصطفى النحاس باشا السابعة                                                        | مصطفى النحاس باشا        |
| حامد سليمان | المواصلات                        | 27 يناير 1952  | 7 فبراير 1952  | وزارة علي ماهر باشا الثالثة                                                            | علي ماهر باشا            |
| صليب سامي | المواصلات                        | 7 فبراير 1952  | 1 مارس 1952    | وزارة علي ماهر باشا الثالثة                                                            | علي ماهر باشا            |
| طراف علي | المواصلات                        | 1 مارس 1952    | 2 يوليو 1952   | وزارة أحمد نجيب الهلالي باشا الأولى                                                    | أحمد نجيب الهلالي باشا   |
| سيد عبد الواحد | المواصلات                        | 2 يوليو 1952   | 22 يوليو 1952  | وزارة حسين سري باشا الخامسة                                                            | حسين سري باشا            |
| طراف علي | المواصلات                        | 22 يوليو 1952  | 23 يوليو 1952  | وزارة أحمد نجيب الهلالي باشا الثانية                                                   | أحمد نجيب الهلالي باشا   |
| محمد زهير جرانة | المواصلات                        | 24 يوليو 1952  | 30 يوليو 1952  | وزارة علي ماهر باشا الرابعة                                                            | علي ماهر باشا            |
| رشاد مهنا | المواصلات                        | 30 يوليو 1952  | 6 سبتمبر 1952  | وزارة علي ماهر باشا الرابعة                                                            | علي ماهر باشا            |
| محمود محمد محمود | المواصلات                        | 6 سبتمبر 1952  | 7 سبتمبر 1952  | وزارة علي ماهر باشا الرابعة                                                            | علي ماهر باشا            |
| حسين أبو زيد | المواصلات                        | 8 سبتمبر 1952  | 18 يونيو 1953  | وزارة محمد نجيب الأولى                                                                 | محمد نجيب                |
| وليم سليم حنا | المواصلات                        | 19 يونيو 1953  | 6 أكتوبر 1953  | وزارة محمد نجيب الثانية                                                                | محمد نجيب                |
| جمال سالم | المواصلات                        | 6 أكتوبر 1953  | 31 أغسطس 1954  | وزارة محمد نجيب الثانية                                                                | محمد نجيب                |
| جمال سالم | المواصلات                        | 6 أكتوبر 1953  | 31 أغسطس 1954  | وزارة جمال عبد الناصر الأولى                                                           | جمال عبد الناصر          |
| جمال سالم | المواصلات                        | 6 أكتوبر 1953  | 31 أغسطس 1954  | وزارة محمد نجيب الثالثة                                                                | محمد نجيب                |
| جمال سالم | المواصلات                        | 6 أكتوبر 1953  | 31 أغسطس 1954  | وزارة جمال عبد الناصر الثانية                                                          | جمال عبد الناصر          |
| فتحي رضوان | المواصلات                        | 31 أغسطس 1954  | 2 نوفمبر 1955  | وزارة جمال عبد الناصر الثانية                                                          | جمال عبد الناصر          |
| جمال سالم | المواصلات                        | 2 نوفمبر 1955  | 29 يونيو 1956  | وزارة جمال عبد الناصر الثانية                                                          | جمال عبد الناصر          |
| مصطفى خليل | المواصلات                        | 29 يونيو 1956  | 25 مارس 1964   | وزارة جمال عبد الناصر الثالثة                                                          | جمال عبد الناصر          |
| مصطفى خليل | المواصلات                        | 29 يونيو 1956  | 25 مارس 1964   | وزارة جمال عبد الناصر الرابعة                                                          | جمال عبد الناصر          |
| مصطفى خليل | المواصلات                        | 29 يونيو 1956  | 25 مارس 1964   | وزارة نور الدين طراف (المجلس التنفيذي للإقليم المصري) - وزارة جمال عبد الناصر الخامسة  | جمال عبد الناصر          |
| مصطفى خليل | المواصلات                        | 29 يونيو 1956  | 25 مارس 1964   | وزارة كمال الدين حسين (المجلس التنفيذي للإقليم المصري) - وزارة جمال عبد الناصر السادسة | جمال عبد الناصر          |
| مصطفى خليل | المواصلات                        | 29 يونيو 1956  | 25 مارس 1964   | وزارة جمال عبد الناصر السابعة                                                          | جمال عبد الناصر          |
| مصطفى خليل | المواصلات                        | 29 يونيو 1956  | 25 مارس 1964   | وزارة جمال عبد الناصر الثامنة                                                          | جمال عبد الناصر          |
| مصطفى خليل | المواصلات                        | 29 يونيو 1956  | 25 مارس 1964   | وزارة علي صبري الأولى                                                                  | علي صبري                 |
| - المواصلات: محمود محمد رياض - النقل: محمود عبد السلام نائب رئيس مجلس الوزراء للمواصلات والنقل والمشرف على الوزارتين: مصطفى خليل |                                  | 25 مارس 1964   | 1 أكتوبر 1965  | وزارة علي صبري الثانية                                                                 | علي صبري                 |
| - المواصلات: محمود يونس "ونائب رئيس مجلس الوزراء للنقل والمواصلات" - النقل: محمود عبد السلام                                     |                                  | 1 أكتوبر 1965  | 10 سبتمبر 1966 | وزارة زكريا محيي الدين                                                                 | زكريا محيي الدين         |
| - المواصلات: كمال هنري أبادير - النقل: محمود عبد السلام                                                                          |                                  | 10 سبتمبر 1966 | 18 يونيو 1967  | وزارة صدقي سليمان                                                                      | محمد صدقي سليمان         |
| - المواصلات: كمال هنري أبادير - النقل: محمود يونس                                                                                |                                  | 19 يونيو 1967  | 20 مارس 1968   | وزارة جمال عبد الناصر التاسعة                                                          | جمال عبد الناصر          |
| - المواصلات: كمال هنري أبادير - النقل: علي زين العابدين صالح                                                                     |                                  | 20 مارس 1968   | 14 مايو 1971   | وزارة جمال عبد الناصر العاشرة                                                          | جمال عبد الناصر          |
| - المواصلات: كمال هنري أبادير - النقل: علي زين العابدين صالح                                                                     | وزارة محمود فوزي الأولى          | 20 مارس 1968   | 14 مايو 1971   | محمود فوزي                                                                             |                          |
| - المواصلات: كمال هنري أبادير - النقل: علي زين العابدين صالح                                                                     | وزارة محمود فوزي الثانية         | 20 مارس 1968   | 14 مايو 1971   | محمود فوزي                                                                             |                          |
| - المواصلات: كمال هنري أبادير - النقل: سليمان عبد الحي                                                                           |                                  | 14 مايو 1971   | 16 مايو 1971   | محمود فوزي                                                                             | وزارة محمود فوزي الثالثة |
| - المواصلات: عبد الملك سعد - النقل: سليمان عبد الحي                                                                              |                                  | 16 مايو 1971   | 12 سبتمبر 1971 | محمود فوزي                                                                             | وزارة محمود فوزي الثالثة |
| - النقل والمواصلات: سليمان عبد الحي - النقل البحري: محمود حمدي "حتى: 24 ديسمبر 1971"                                             | النقل والمواصلات                 | 19 سبتمبر 1971 | 17 يناير 1972  | محمود فوزي                                                                             | وزارة محمود فوزي الرابعة |
| - المواصلات: محمود رياض - النقل: حسن حميدة - النقل البحري: أحمد محمد عفت                                                         |                                  | 17 يناير 1972  | 26 مارس 1973   | وزارة عزيز صدقي                                                                        | عزيز صدقي                |
| - المواصلات: محمود رياض - النقل: الحسيني عبد اللطيف - النقل البحري: عبد المعطي العربي                                            |                                  | 27 مارس 1973   | 25 أبريل 1974  | وزارة أنور السادات الأولى                                                              | محمد أنور السادات        |
| - النقل والمواصلات: محمود رياض - النقل البحري: عبد المعطي العربي                                                                 | النقل والمواصلات                 | 25 أبريل 1974  | 16 أبريل 1975  | وزارة أنور السادات الثانية                                                             | محمد أنور السادات        |
| - النقل والمواصلات: محمود رياض - النقل البحري: عبد المعطي العربي                                                                 | النقل والمواصلات                 | 25 أبريل 1974  | 16 أبريل 1975  | وزارة عبد العزيز حجازي                                                                 | عبد العزيز حجازي         |
| - المواصلات: محمد كمال الدين حسنين - النقل: جمال الدين صدقي - النقل البحري: محمود عبد الرحمن فهمي                                |                                  | 16 أبريل 1975  | 19 مارس 1976   | وزارة ممدوح سالم الأولى                                                                | ممدوح سالم               |
| - النقل والمواصلات: عبد الفتاح عبد الله محمود - النقل البحري: محمود عبد الرحمن فهمي                                              | النقل والمواصلات                 | 19 مارس 1976   | 9 نوفمبر 1976  | وزارة ممدوح سالم الثانية                                                               | ممدوح سالم               |
| عبد الفتاح عبد الله محمود | النقل والمواصلات والنقل البحري   | 9 نوفمبر 1976  | 26 أكتوبر 1977 | وزارة ممدوح سالم الثالثة                                                               | ممدوح سالم               |
| عبد الستار مجاهد عرفة | النقل والمواصلات والنقل البحري   | 26 أكتوبر 1977 | 9 مايو 1978    | وزارة ممدوح سالم الرابعة                                                               | ممدوح سالم               |
| نعيم مصطفى أبو طالب | النقل والمواصلات والنقل البحري   | 9 مايو 1978    | 5 أكتوبر 1978  | وزارة ممدوح سالم الخامسة                                                               | ممدوح سالم               |
| علي فهمي الداغستاني | النقل والمواصلات والنقل البحري   | 5 أكتوبر 1978  | 14 مايو 1980   | وزارة مصطفى خليل الأولى                                                                | مصطفى خليل               |
| علي فهمي الداغستاني | النقل والمواصلات والنقل البحري   | 5 أكتوبر 1978  | 14 مايو 1980   | وزارة مصطفى خليل الثانية                                                               | مصطفى خليل               |
| سليمان متولي سليمان | النقل والمواصلات والنقل البحري   | 14 مايو 1980   | 14 أكتوبر 1993 | وزارة أنور السادات الثالثة                                                             | محمد أنور السادات        |
| سليمان متولي سليمان | النقل والمواصلات والنقل البحري   | 14 مايو 1980   | 14 أكتوبر 1993 | وزارة حسني مبارك                                                                       | محمد حسني مبارك          |
| سليمان متولي سليمان | النقل والمواصلات والنقل البحري   | 14 مايو 1980   | 14 أكتوبر 1993 | وزارة فؤاد محيي الدين الأولى                                                           | أحمد فؤاد محيي الدين     |
| سليمان متولي سليمان | النقل والمواصلات والنقل البحري   | 14 مايو 1980   | 14 أكتوبر 1993 | وزارة فؤاد محيي الدين الثانية                                                          | أحمد فؤاد محيي الدين     |
| سليمان متولي سليمان | النقل والمواصلات والنقل البحري   | 14 مايو 1980   | 14 أكتوبر 1993 | وزارة كمال حسن علي                                                                     | كمال حسن علي             |
| سليمان متولي سليمان | النقل والمواصلات والنقل البحري   | 14 مايو 1980   | 14 أكتوبر 1993 | وزارة علي لطفي                                                                         | علي لطفي                 |
| سليمان متولي سليمان | النقل والمواصلات والنقل البحري   | 14 مايو 1980   | 14 أكتوبر 1993 | وزارة عاطف صدقي الأولى                                                                 | عاطف صدقي                |
| سليمان متولي سليمان | النقل والمواصلات والنقل البحري   | 14 مايو 1980   | 14 أكتوبر 1993 | وزارة عاطف صدقي الثانية                                                                | عاطف صدقي                |
| سليمان متولي سليمان | النقل والمواصلات والطيران المدني | 14 أكتوبر 1993 | 2 يناير 1996   | وزارة عاطف صدقي الثالثة                                                                | عاطف صدقي                |
| سليمان متولي سليمان | النقل والمواصلات                 | 4 يناير 1996   | 5 أكتوبر 1999  | وزارة كمال الجنزوري الأولى                                                             | كمال الجنزوري            |
| إبراهيم الدميري | النقل                            | 10 أكتوبر 1999 | 12 مارس 2002   | وزارة عاطف عبيد                                                                        | عاطف عبيد                |
| حمدي الشايب | النقل                            | 12 مارس 2002   | 9 يوليو 2004   | وزارة عاطف عبيد                                                                        | عاطف عبيد                |
| عصام شرف | النقل                            | 13 يوليو 2004  | 19 ديسمبر 2005 | وزارة أحمد نظيف الأولى                                                                 | أحمد نظيف                |
| محمد لطفي منصور | النقل                            | 30 ديسمبر 2005 | أكتوبر 2009    | وزارة أحمد نظيف الثانية                                                                | أحمد نظيف                |
| علاء فهمي | النقل                            | 3 يناير 2010   | 28 يناير 2011  | وزارة أحمد نظيف الثانية                                                                | أحمد نظيف                |
| عاطف عبد الحميد | النقل                            | 31 يناير 2011  | 21 يوليو 2011  | وزارة أحمد شفيق                                                                        | أحمد شفيق                |
| عاطف عبد الحميد | النقل                            | 31 يناير 2011  | 21 يوليو 2011  | وزارة عصام شرف                                                                         | عصام شرف                 |
| علي زين العابدين هيكل | النقل                            | 21 يوليو 2011  | 21 نوفمبر 2011 | وزارة عصام شرف                                                                         | عصام شرف                 |
| جلال السعيد | النقل                            | 7 ديسمبر 2011  | 25 يونيو 2012  | وزارة كمال الجنزوري الثانية                                                            | كمال الجنزوري            |
| رشاد المتيني | النقل                            | 2 أغسطس 2012   | 17 نوفمبر 2012 | وزارة هشام قنديل                                                                       | هشام قنديل               |
| حاتم عبد اللطيف | النقل                            | 5 يناير 2013   | 4 يوليو 2013   | وزارة هشام قنديل                                                                       | هشام قنديل               |
| إبراهيم الدميري | النقل                            | 21 يوليو 2013  | 9 يونيو 2014   | وزارة حازم الببلاوي                                                                    | حازم الببلاوي            |
| إبراهيم الدميري | النقل                            | 21 يوليو 2013  | 9 يونيو 2014   | وزارة إبراهيم محلب الأولى                                                              | إبراهيم محلب             |
| هاني ضاحي | النقل                            | 16 يونيو 2014  | 12 سبتمبر 2015 | وزارة إبراهيم محلب الثانية                                                             | إبراهيم محلب             |
| سعد الجيوشي | النقل                            | 19 سبتمبر 2015 | 23 مارس 2016   | وزارة شريف إسماعيل                                                                     | شريف إسماعيل             |
| جلال السعيد | النقل                            | 23 مارس 2016   | 16 فبراير 2017 | وزارة شريف إسماعيل                                                                     | شريف إسماعيل             |
| هشام عرفات | النقل                            | 16 فبراير 2017 | 27 فبراير 2019 | وزارة شريف إسماعيل                                                                     | شريف إسماعيل             |
| هشام عرفات | النقل                            | 16 فبراير 2017 | 27 فبراير 2019 | وزارة مصطفى مدبولي الأولى                                                              | مصطفى مدبولي             |
| كامل الوزير | النقل                            | 11 مارس 2019   | حتى الآن       | وزارة مصطفى مدبولي الأولى                                                              | مصطفى مدبولي             |
| كامل الوزير | النقل                            | 11 مارس 2019   | حتى الآن       | وزارة مصطفى مدبولي الثانية                                                             | مصطفى مدبولي             |